# Мій сусід Тоторо
«Мій сусід Тоторо» (яп. となりのトトロ, Tonari no Totoro, «сусід Тоторо», англ. My Neighbor Totoro) — японський анімаційний фільм студії «Ґіблі» 1988 року. Режисер і автор сценарію Міядзакі Хаяо. Стрічка розповідає про пригоди японської сім'ї та її зустріч із фантастичними істотами тоторо. На 1 березня 2024 року фільм займав 180-ту позицію у списку 250 кращих фільмів за версією IMDb.

## Сюжет
Події розгортаються у квітні 1957 року. Професор Токійського університету Кусакабе Тацуо і його дві доньки — Сацукі та Мей — переїхали до японського села, щоб бути ближче до шпиталю, де перебуває їхня мати Ясуко. Новий дім Кусакабе — старий занедбаний будинок біля японського святилища. Облаштовуючи житло, Сацукі та Мей виявляють у своєму домі дивних істот, схожих на пухнасті чорні кульки — «чорних чорнявок», «сажистиків» (японських духів покинутих будинків сусуватарі-«煤渡», дослівно «мандрівна сажа»), а також розкидані кимось жолуді. Сестри безрезультатно намагаються знайти «чорних чорнявок» знову, і тільки Мей вдається побачити їх удруге.
Дівчатка відвідують матір і хваляться, що живуть «в будинку з привидами». Лікарі обіцяють, що Ясуко скоро видужає. Граючись на подвір'ї, Мей помічає двох малих тоторо, які збирають жолуді. Погоня за ними приводить дівчинку до величезної криптомерії (камфорне дерево). Під її кореневищем Мей знаходить велике дупло і ненароком провалюється в нього, впавши до печери великого Тоторо — «хранителя лісу», на животі якого Мей і засинає. Сацукі вирушає на пошуки сестри та знаходить її в лісі, коли та спить. Мей розповідає старшій сестрі та батькові про побачене. На питання Сацукі, чи вдасться побачити Тоторо і їй, батько відповідає, що так, якщо пощастить. Усі разом вони вирушають на прогулянку в пошуках дупла та печери, але дупла на місці не знаходять.
Сацукі доводиться взяти Мей із собою до школи. На шляху додому вони опиняються під дощем, але місцевий хлопчик Канта позичає Сацукі парасольку. Старша сестра вирішує почекати батька з роботи на автобусній зупинці, щоб провести його під дощем. Непомітно для неї на зупинку приходить Тоторо, якому вона пропонує парасольку. Той дуже задоволений і дарує дівчаткам пакуночок із насінням. Узявши парасольку, Тоторо кличе автобус, який виявляється багатолапим летючим котом Котобусом.
Сацукі та Мей садять подаровані насінини, але вони не проростають декілька днів. Якось уночі вони обидві побачили усіх трьох тоторо, що танцюють навколо місця, де були посаджені насінини. Дівчатка приєднуються до трійці, і, після певного ритуального дійства, саджанці виростають височезними деревами. Тоторо беруть Сацукі й Мей на верхівку дерева й співають усю ніч, виграючи на сопілці. Коли дівчата прокидаються, дерева зникають, але їхнє насіння справді проростає.
Наступного дня з лікарні повідомляють, що мама не зможе повернутися додому на вихідні. Засмучена Мей свариться зі своєю старшою сестрою і сама вирушає до матері, але по дорозі губиться. Стурбована Сацукі й жителі села всюди шукають її, але безрезультатно. Тоді Тоторо на прохання Сацукі допомагає її розшукати. Котобус відносить дівчаток у лікарню Сітікокуяма. Дівчата потай дивляться на маму, що видужує, і батька, котрий прибув її провідати. Дівчата залишають матері качан кукурудзи, який Мей зірвала раніше.
Під час титрів демонструються сцени повернення мами додому і гру Мей з однолітками. За ними спостерігають усі три тоторо.

## Головні герої

### Люди
- Кусакабе Сацукі (草壁サツキ) — 11-річна дівчинка. Старша сестра Мей, учениця 6 класу початкової школи.
- Кусакабе Мей (草壁メイ) — 4-річна молодша сестра Сацукі. Дуже непосидюча і всюди шукає пригод на свою голову.
- Кусакабе Тацуо (草壁達夫) — батько обох дівчат, викладач антропології та археології в Токійському університеті.
- Кусакабе Ясуко (草壁靖子) — мати обох дівчат, хвора на туберкульоз. Перебуває на лікуванні у шпиталі. Її образ засновано на матері Міядзакі, яка також хворіла на туберкульоз, але при турботі чоловіка і дітей видужала.
- Оґакі Канта (大垣寛太) — 11-річний хлопець, сусід сім'ї Кусакабе, якому подобається Сацукі. Це відсилання до самого Міядзакі.
- Бабуся (お祖母ちゃん) — бабуся Канти, час від часу доглядає за доньками й будинком Кусакабе, за відсутності їхнього батька.

### Фантастичні істоти
- Великий Тоторо або Міміндзуку (大トトロ або ミミンズク) — 3-метровий пухнастий і дружній дух лісу, істота сірого й білого кольорів, що живе у великому камфорному дереві поблизу синтоїстського святилища. Ім'я «тоторо» він отримав від Мей, яка неправильно вимовила японською слово троль — торору.
- Середній Тоторо або Дзуку (中トトロ або ズク) — середній тоторо. Має синє забарвлення та білий живіт. Інколи з'являється з мішечком, повним жолудів.
- Тоторо-малюк або Міні (チビトトロ або ミニ) — маленький тоторо. Весь укритий білим пухом.
- Кіт-автобус або Котобус (猫バス) — величезний кіт, який виконує функцію автобуса для Тоторо. Має 12 лап і «салон» із шерсті на спині.

## Історія
«Мій сусід Тоторо» був створений Міядзакі Хаяо, щоб представити втрачену через економічні досягнення природу Японії, а також розкрити дивний дитячий світ страхів та уяви, який можуть бачити лише малюки. Фільм здобув велику популярність у Японії й перетворив його режисера на загальновизнаного національного мультиплікатора Японії.
Аніме було представлено вперше 16 квітня 1988 року в Японії. За перші місяці стрічку переглянуло 800 тисяч глядачів. Утім оцінки були прохолодними. Негативно сприйняли «Тоторо» фани аніме та анімаційні критики. Проте дуже позитивну оцінку картині за оригінальний та сентиментальний світ Міядзакі дали кінокритики, які зазвичай зневажали мультиплікаційне мистецтво. Саме завдяки цим теплим відгукам стрічка зайняла того ж року перше місце серед «10 найкращих фільмів Японії». У квітні 1989 року «Тоторо» було показано по японському телебаченню, що збільшило кількість симпатиків картини серед різних вікових груп Японії. Випуск стрічки на DVD у 2001 році побив усі рекорди продажів у країні.
У 2002 році було випущено короткометражне продовження «Тоторо» — «Мей і Кошеня-автобус», аніме для Музею студії Ghibli.
У 2006 році студія Волта Діснея виконала офіційний дубляж англійською мовою.
У 2012 році зусиллями інтернет-порталу «Гуртом» мультфільм було продубльовано українською мовою на студії «Омікрон».